# Skyliners Frankfurt
Gli Skyliners Frankfurt sono una società cestistica avente sede a Francoforte sul Meno, in Germania. Fondati nel 1999, giocano nel campionato tedesco.
Disputano le partite interne nel Ballsporthalle, che ha una capacità di 5.000 spettatori.
La seconda squadra degli Skyliners milita nella ProB, terzo livello dei campionati.

## Roster 2022-2023
Aggiornato al 14 dicembre 2022.
|    | Naz.                   | Ruolo | Sportivo             | Anno | Alt. | Peso | Note |
| -- | ---------------------- | ----- | -------------------- | ---- | ---- | ---- | ---- |
| 0  | Germania (bandiera)    | AP    | Lukas Wank           | 1997 | 199  | 91   |      |
| 1  | Stati Uniti (bandiera) | G     | Marcus Lewis         | 1992 | 196  | 84   |      |
| 3  | Paesi Bassi (bandiera) | C     | Matt Haarms          | 1997 | 221  | 113  |      |
| 4  | Germania (bandiera)    | AG    | Jordan Samare        | 2002 | 202  | 95   |      |
| 7  | Lituania (bandiera)    | PG    | Laurynas Beliauskas  | 1997 | 193  | 78   |      |
| 8  | Germania (bandiera)    | G     | Joshua Obiesie       | 2000 | 198  | 86   |      |
| 9  | Germania (bandiera)    | C     | Alexander Richardson | 2003 | 205  | 105  |      |
| 21 | Germania (bandiera)    | AG    | Lorenz Brenneke      | 2000 | 204  | 86   |      |
| 22 | Germania (bandiera)    | G     | Justin Onyejiaka     | 2004 | 195  | 90   |      |
| 23 | Stati Uniti (bandiera) | G     | Quantez Robertson    | 1984 | 188  | 93   |      |
| 22 | Stati Uniti (bandiera) | P     | J.J. Frazier         | 1995 | 178  | 70   |      |
| 37 | Lituania (bandiera)    | AG    | Einaras Tubutis      | 1998 | 207  | 90   |      |
| 44 | Germania (bandiera)    | AP    | Nolan Adekunle       | 2002 | 200  | 99   |      |
| 98 | Germania (bandiera)    | G     | Felix Hecker         | 1998 | 192  | 80   |      |

### Staff tecnico
| Allenatore: | Geert Hammink               |
| Assistenti: | Sepehr Tarrah, Klaus Perwas |

## Palmarès
- Campionato tedesco: 1

2003-04
- Coppa di Germania: 1

2000
- FIBA Europe Cup: 1

2015-16